# Don Edmonds (Musiker)
Donald „Don“ Edmonds (* 1940 oder 1941 in Philadelphia; † 6. Januar 2024) war ein US-amerikanischer Jazz- und Unterhaltungsmusiker (Piano, Komposition).

## Leben und Wirken
Edmonds wuchs in einer musikalischen Familie auf und hatte mit fünf Jahren Klavierunterricht. Er besuchte die Academy of Notre Dame, St. Joseph’s Prep, die Northeast Catholic High School und das Philadelphia Conservatory of Music. Seine professionelle Musikerkarriere begann er bereits als Teenager und studierte später bei Lennie Tristano, Bernard Peiffer und John Mehegan. Viele Jahre spielte er Jazzpiano und Musik anderer Genres; dabei trat er in New York, Philadelphia, in den gesamten USA, Kanada und in England auf; u. a. auch bei Konzerten im New Yorker Lincoln Center mit dem Gotham Jazz Orchestra. Er war außerdem in zahlreichen TV-Shows zu sehen und nahm auch Jingles für Unternehmen wie Pepsi, Burger King, Campbell’s Soup und Schaefer Beer auf. 1999 hatte er einen Auftritt in dem Fernsehfilm Earthly Possessions mit Susan Sarandon.
Unter eigenem Namen spielte Edmonds das Album Philadelphia Reunion ein, das ausschließlich Eigenkompositionen enthielt. Des Weiteren wirkte er bei weiteren Alben mit, darunter In a Christmas Mood mit dem New Glenn Miller Orchestra unter Leitung von Larry O’Brien, Live at the Blazer! der Lew Anderson Big Band, Swing Is Back der Sam Ulano Red Blazers und zuletzt 2008 bei New York Rhythm des Klarinettisten Rick Bogart. Im Bereich des Jazz war er laut Tom Lord zwischen 1988 und 2008 an sieben Aufnahmesessions beteiligt.
Im Laufe seiner Karriere tourte Edmonds auch mit Bigbands unter der Leitung von Buddy DeFranco, Charlie Ventura, Gene Roland, Lester Lanin und Peter Duchin. In seinen letzten Jahren spielte er mit einem Jazzorchester im Swing 46, in Arthur’s Tavern und weiteren Veranstaltungsorten in der Stadt. Noch im Sommer 2023 gastierte er bei einem Open-Air-Jazzkonzert im Lincoln Towers Park.